# Zmarli w lipcu 2025

## Lipiec 2025
- 31 lipca
  - Suryadharma Ali(inne języki) – indonezyjski polityk, minister spraw religijnych (2009–2014), przewodniczący Zjednoczonej Partii na rzecz Rozwoju (2007–2014)[1]
  - Adriana Asti – włoska aktorka[2]
  - Krzysztof Barański – polski poeta[3]
  - Edward Czajko – polski duchowny, teolog i publicysta zielonoświątkowy, zwierzchnik ZKE (1981–1988)[4]
  - Halina Jędrzejewska – polska lekarka i działaczka kombatancka, prezes Związku Powstańców Warszawskich[5]
  - Flaco Jiménez(inne języki) – amerykański piosenkarz, autor tekstów i akordeonista[6]
  - Józef Piszczek – polski działacz partyjny, wicewojewoda katowicki (1982–1989)[7]
  - Robert Wilson – amerykański reżyser teatralny[8]
  - Marlena Zagoni – rumuńska wioślarka, medalistka olimpijska (1980)[9][10]
- 30 lipca
  - Marianne Jahn – austriacka narciarka alpejska, mistrzyni świata (1962)[11]
  - Mariusz „Kajtek” Janiak – polski perkusista, członek zespołu Sedes[12]
  - Sanja Lončar(inne języki) – słoweńska dziennikarka i publicystka[13]
  - Jerzy Makarczyk – polski prawnik, profesor, podsekretarz i sekretarz stanu w MSZ (1989–1992), sędzia ETPCz (1992–2002) oraz TSUE (2004–2009)[14]
  - George Nigh(inne języki) – amerykański polityk, gubernator Oklahomy (1963, 1979–1987)[15]
  - Adalberto Paulo da Silva – brazylijski duchowny rzymskokatolicki, kapucyn, biskup pomocniczy Fortalezy (1975–1995), biskup Viany (1995–2004)[16]
- 29 lipca
  - Alon Abutbul(inne języki) – izraelski aktor[17]
  - Allan Ahlberg – brytyjski pisarz i poeta, autor utworów dla dzieci[18]
  - Xuan Bello(inne języki) – hiszpański pisarz i poeta tworzący w języku asturyjskim[19]
  - Paul Mario Day – brytyjski wokalista, członek zespołów: Iron Maiden, More, Sweet i Wildfire[20]
  - Jerzy Hetman – polski inżynier rolnik, profesor, dziekan WOiAK UP w Lublinie, ojciec Krzysztofa Hetmana[21]
  - Krzysztof Matuszewski – polski aktor[22][23]
  - Carmel Muscat – maltański kolarz szosowy, olimpijczyk (1980)[24]
  - Geert Reuten(inne języki) – holenderski ekonomista i polityk, parlamentarzysta (2007–2015 i 2018–2019)[25][26]
- 28 lipca
  - Janusz Bieniak – polski historyk mediewista, profesor[27]
  - Laura Dahlmeier – niemiecka biathlonistka, dwukrotna mistrzyni olimpijska (2018)[28][29]
  - Przemysław Gawor – polski architekt współautor projektów Domów Studenckich dla UMK w Toruniu, Miasteczka Studenckiego AGH w Krakowie[30]
  - Salvatore Gionta – włoski piłkarz wodny, mistrz olimpijski (1960)[31]
  - Ryne Sandberg – amerykański baseballista[32]
- 27 lipca
  - Witold Duński – polski dziennikarz sportowy[33]
  - Horst Mahler(inne języki) – niemiecki prawnik i aktywista polityczny[34]
  - John Miszuk – kanadyjski hokeista polskiego pochodzenia[35]
  - Jerzy Sztwiertnia – polski reżyser i scenarzysta filmowy[36][37]
- 26 lipca
  - Jiří Krampol – czeski aktor[38]
  - Tom Lehrer(inne języki) – amerykański pianista, piosenkarz, satyryk i matematyk[39]
  - Piotr Łossowski – polski historyk, profesor, stulatek[40][41]
  - Zebiniso Nosirova – uzbecka piosenkarka[42]
  - Józef Pietras – polski karateka i trener[43]
  - Ziad Rahbani – libański kompozytor, pianista i wokalista[44]
  - Michał Rozwadowski – polski chemik, profesor, dziekan Wydziału Matematyki, Fizyki i Chemii UMK (1990–1993), prorektor UMK (1993–1996)[45]
  - Włodzimierz Zuzga – polski działacz ewangelicki i wydawca, prezes Konsystorza Kościoła Ewangelicko-Reformowanego w RP[46]
- 25 lipca
  - Herbert Pankau – niemiecki piłkarz, medalista olimpijski (1964)[47]
  - Dwight Muhammad Qawi – amerykański bokser i trener[48]
  - Abdyl Xhaja(inne języki) – albański ekonomista i polityk, wicepremier (1991–1992)[49]
- 24 lipca
  - Julio César Cortés – urugwajski piłkarz i trener[50]
  - Josef Černý – czeski hokeista, medalista (1964, 1972) i wicemistrz olimpijski (1968), wicemistrz świata (1961, 1965, 1967)[51]
  - Danuta Duś – polska farmakolog, profesor, dyrektor Instytutu Immunologii i Terapii Doświadczalnej PAN (2011–2015)[52]
  - Hulk Hogan – amerykański wrestler i aktor[53]
  - Cleo Laine – brytyjska wokalistka jazzowa i aktorka[54]
  - Tommy McLain – amerykański muzyk, piosenkarz, multiinstrumentalista[55]
  - Anthony Spiteri Debono – maltański notariusz, pierwszy dżentelmen Malty (2024–2025), mąż Myriam Spiteri Debono[56]
- 23 lipca
  - Abdallah Bou Habib(inne języki) – libański dyplomata i polityk, minister spraw zagranicznych (2021–2025)[57]
  - Csaba Gy. Kiss – węgierski literaturoznawca i historyk kultury, profesor[58]
  - Maeve Kyle – irlandzka lekkoatletka, sprinterka i biegaczka średniodystansowa oraz hokeistka na trawie, olimpijka (1956, 1960, 1964), medalistka halowych ME (1966)[59][60]
  - Osamu Minagawa – japoński piosenkarz i aktor dziecięcy[61]
  - Arnold Palacios(inne języki) – północnomariański polityk, gubernator (2023–2025)[62]
  - Antonio Trevín(inne języki) – hiszpański polityk, prezydent Asturii (1993–1995)[63]
- 22 lipca
  - Kazimierz Bączek – polski samorządowiec, działacz opozycyjny w PRL, starosta brzeski (1999–2002)[64]
  - Guy Green(inne języki) – australijski prawnik, gubernator generalny Tasmanii (1995–2003)[65]
  - Tadeusz Groń – polski fizyk, profesor[66]
  - Joey Jones – walijski piłkarz[67]
  - George Kooymans(inne języki) – holenderski gitarzysta, członek zespołu Golden Earring[68]
  - Władysław Kucharski – polski prawnik, profesor[69]
  - Chuck Mangione – amerykański trębacz i kompozytor jazzowy[70]
  - Ozzy Osbourne – brytyjski muzyk, wokalista, autor tekstów, członek zespołu Black Sabbath[71]
  - Michał Sulkiewicz – polski scenograf filmowy[72]
  - Michaił Tarasienko(inne języki) – rosyjski polityk, deputowany do Dumy Państwowej (2016–2025)[73]
- 21 lipca
  - V.S. Achuthanandan – indyjski polityk, premier stanu Kerala (2006–2011), stulatek[74]
  - Crescencio Gutiérrez(inne języki) – meksykański piłkarz, uczestnik MŚ (1958)[75]
  - Aleksander Kwiatkowski – polski krytyk filmowy, publicysta i tłumacz[76]
  - Stanisław Mędala – polski duchowny rzymskokatolicki, misjonarz, biblista, profesor[77]
  - Waldemar Skrzypczak – polski wojskowy, dowódca Wojsk Lądowych (2006–2009), podsekretarz stanu w MON (2012–2013), generał broni[78]
- 20 lipca
  - Zbigniew Bobak – polski nauczyciel, działacz związkowy i polityk, poseł na Sejm X kadencji (1989–1991)[79]
  - Preta Gil(inne języki) – brazylijska aktorka i piosenkarka, córka Gilberto Gila[80]
  - Urszula Kozioł – polska poetka, pisarka i felietonistka[81]
  - José Maria Marin(inne języki) – brazylijski polityk i działacz piłkarski, prezes Confederação Brasileira de Futebol (2012–2015)[82]
  - Grzegorz Michalik – polski zawodnik i sędzia rugby[83]
  - Tom Troupe(inne języki) – amerykański aktor[84]
  - Malcolm-Jamal Warner – amerykański aktor, reżyser i producent filmowy[85]
  - Zygmunt Ziober – polski sędzia piłkarski[86]
- 19 lipca
  - Ingvar Ambjørnsen – norweski pisarz[87]
  - Alain Anziani – francuski polityk, senator (2008–2017)[88]
  - Luigi Antonio Cantafora – włoski duchowny rzymskokatolicki, biskup Lamezia Terme (2004–2019)[89]
  - Czesław Daś – polski trener koszykówki[90][91]
  - Giora Epstein(inne języki) – izraelski pilot wojskowy, generał brygady, as myśliwski[92]
  - Przemysław Jabłoński – polski florecista[93]
  - Zofia Kowalczyk – polska gimnastyczka, sędzia, olimpijka (1952)[94]
  - M.K. Muthu – indyjski aktor, polityk i piosenkarz[95]
  - Ryszard Olesiński – polski muzyk, gitarzysta, członek zespołu Maanam[96]
  - Altan Öymen – turecki dziennikarz, pisarz, polityk, minister turystyki (1977)[97]
  - Urszula Rybicka – polska montażystka filmowa[98]
  - Béatrice Uria-Monzon(inne języki) – francuska śpiewaczka operowa (mezzosopran)[99]
  - Ryszard Wójtowicz – polski inżynier, dr hab., profesor Politechniki Krakowskiej[100]
- 18 lipca
  - Michał Bałasz – polski architekt, specjalista budownictwa sakralnego, stulatek[101]
  - Percy Barnevik(inne języki) – szwedzki przedsiębiorca, dyrektor m.in. koncernów Skanska (1992–1997), ABB (1996–2002) czy AstraZeneca (1999–2004)[102]
  - Alan Bergman(inne języki) – amerykański kompozytor i autor tekstów[103]
  - Hal Galper(inne języki) – amerykański pianista jazzowy[104]
  - Maria Magdalena Kenig-Witkowska – polska prawniczka, specjalistka z zakresu prawa europejskiego i prawa międzynarodowego publicznego, profesor[105]
  - Aniela Korzon – polska pedagog specjalna, profesor[106]
  - Edward Kupczyński – polski żużlowiec i trener[107]
  - Roger Norrington – brytyjski dyrygent[108]
  - Hitomi Obara – japońska zapaśniczka, mistrzyni olimpijska (2012)[109]
  - Josip Pejaković(inne języki) – bośniacki aktor i pisarz[110]
  - Velu Prabhakaran(inne języki) – indyjski producent, reżyser i aktor filmowy[111]
  - Abdul Mannan Talukder – banglijski polityk, deputowany Zgromadzenia Narodowego (1991–2006)[112]
  - André Vingt-Trois – francuski duchowny rzymskokatolicki, arcybiskup Tours (1999–2005) i Paryża (2005–2017), kardynał[113]
  - Rex White – amerykański kierowca wyścigowy[114]
  - Rafał Zapała – polski artysta dźwięku, kompozytor i improwizator, profesor[115]
  - Roberto Zywica – argentyński piłkarz polskiego pochodzenia[116]
- 17 lipca
  - Felix Baumgartner – austriacki skoczek spadochronowy, który w 2012 roku skoczył ze stratosfery[117]
  - Joanna Kołaczkowska – polska aktorka kabaretowa i teatralna, autorka tekstów i prezenterka radiowa[118][119][120]
  - John Owen Stone – australijski polityk, senator (1987–1990)[121]
  - Udo Voigt – niemiecki polityk, przewodniczący NPD (1996–2011), poseł do PE (2014–2019)[122]
- 16 lipca
  - Bas Tajpan (właśc. Damian Krępa) – polski wokalista i autor tekstów[123][124]
  - Marta Bratkowska – polska dziennikarka[125]
  - Bill Clay – amerykański polityk, członek Izby Reprezentantów (1969–2001)[126]
  - Ahmed Faras – marokański piłkarz, uczestnik MŚ (1970), olimpijczyk (1972), zdobywca Pucharu Narodów Afryki (1976)[127]
  - Connie Francis – amerykańska piosenkarka popowa, kompozytorka, aktorka, artystka estradowa i wydawca[128]
  - Henryk Holka – polski inżynier mechanik, dr hab., profesor PBŚ, dziekan Wydziału Inżynierii Mechanicznej ATR w Bydgoszczy (2002–2008)[129]
  - Asbjørn Jordahl – norweski polityk, minister transportu i komunikacji (1978–1979)[130]
  - Romuald Kalinowski – polski pedagog i specjalista nauk wojskowych, profesor[131]
  - Jurij Kara(inne języki) – rosyjski reżyser, scenarzysta i producent filmowy[132]
  - Gary Karr – amerykański kontrabasista[133]
  - Leon Kłonica – polski polityk, minister rolnictwa (1977–1981), poseł na Sejm VII kadencji PRL (1976–1980), członek KC PZPR (1975–1981)[134]
  - Vojtěch Mareš(inne języki) – czeski piłkarz ręczny i trener, mistrz świata (1967)[135]
  - Javier Moscoso – hiszpański prawnik i polityk, deputowany (1979–1986), minister ds. prezydencji (1982–1986), prokurator generalny (1986–1990)[136]
- 15 lipca
  - Wagner Basílio – brazylijski piłkarz[137]
  - Audun Grønvold – norweski narciarz dowolny, medalista olimpijski (2010)[138]
  - Wojciech Kurpik – polski konserwator dzieł sztuki, profesor, rektor ASP w Warszawie (1996–1999)[139]
  - Pınar Kür(inne języki) – turecka pisarka, dramaturżka i tłumaczka[140]
  - Luis Viu(inne języki) – andorski narciarz alpejski i polityk, olimpijczyk (1964), burmistrz Andorry la Vella (1992–1997)[141]
  - Krzysztof Zdzitowiecki – polski biolog helmintolog, profesor oraz taternik, alpinista i himalaista[142][143]
- 14 lipca
  - Jean-Pierre Azéma(inne języki) – francuski historyk[144]
  - Chang Jung-lin(inne języki) – tajwański bilardzista, mistrz świata w dziewiątce[145]
  - John MacArthur – amerykański duchowny baptystyczny, kaznodzieja i pisarz[146]
  - Grzegorz Marszałek – polski artysta grafik, plakacista, profesor sztuk plastycznych[147]
  - Aleksandr Mitta – rosyjski reżyser i scenarzysta filmowy[148]
  - Tadeusz Rolke – polski artysta fotografik, uczestnik powstania warszawskiego[149]
  - Fauja Singh – brytyjski maratończyk, superstulatek[150]
- 13 lipca
  - Alberto Bottari de Castello – włoski duchowny rzymskokatolicki, nuncjusz apostolski m.in. w Japonii (2005–2011) i na Węgrzech (2011–2017)[151]
  - Muhammadu Buhari – nigeryjski generał i polityk, przewodniczący Najwyższej Rady Wojskowej (1983–1985), prezydent Nigerii (2015–2023)[152]
  - Dave Cousins(inne języki) – brytyjski gitarzysta i wokalista, członek zespołu The Strawbs[153]
  - Tima Džebo – bośniacka koszykarka i trenerka, wicemistrzyni świata (1990)[154]
  - Billy Eisenberg – amerykański brydżysta[155]
  - Yves Galland – francuski polityk i menedżer, przewodniczący Partii Radykalnej (1988–1995), minister, eurodeputowany I, II, III i IV kadencji, minister przemysłu (1995), prezes Boeing France[156]
  - Alicja Gortat – polska siatkarka, żona Janusza Gortata, matka Marcina Gortata[157]
  - Ilkka Mesikämmen(inne języki) – fiński hokeista, olimpijczyk (1964)[158]
  - Edmund Przegaliński – polski farmakolog, profesor, członek rzeczywisty PAN oraz PAU[159]
- 12 lipca
  - Rudolf van den Berg – holenderski reżyser i scenarzysta filmowy[160]
  - Matthew Keil – kanadyjski basista, członek zespołu Comeback Kid[161][162]
  - Lucio Russo – włoski fizyk, matematyk i historyk nauki[163]
  - Martin Cruz Smith – amerykański powieściopisarz[164]
  - Janusz Wiśniewski – polski reżyser teatralny, dyrektor Teatru Nowego w Poznaniu (2003–2011)[165]
- 11 lipca
  - Jolanta Darczewska – polska politolog i tłumaczka, dyrektor Ośrodka Studiów Wschodnich (2007–2011)[166]
  - Raymond Guiot(inne języki) – francuski flecista, pianista i kompozytor[167]
  - Khadidja Hamdi – saharyjska działaczka społeczna i polityczna, pierwsza dama Sahary Zachodniej (1976–2016), żona Muhammada Abd al-Aziza[168]
  - David Kaff(inne języki) – brytyjski klawiszowiec i aktor, członek zespołu Rare Bird[169]
  - Eugenia Mandal – polska psycholożka, profesor[170]
  - Wadim Miedwiediew – rosyjski ekonomista i polityk, członek BP KC KPZR (1988–1990), doradca Michaiła Gorbaczowa[171]
  - Alojzy Moskała – polski rugbysta, trener i nauczyciel wychowania fizycznego[172]
  - Bogusław Pietrulewicz – polski inżynier i zawodoznawca, dr hab., profesor UZ[173]
- 10 lipca
  - David Gergen(inne języki) – amerykański politolog, prawnik i komentator polityczny, doradca prezydentów: Richarda Nixona, Geralda Forda, Ronalda Reagana i Billa Clintona[174]
  - Stepan Jurczyszyn – ukraiński piłkarz i trener[175]
  - Janusz Tartyłło – polski artysta malarz i grafik, scenograf, reżyser oraz aktor teatralny[176]
- 9 lipca
  - Lesław Jerzy Kański – polski prawnik, specjalista prawa konstytucyjnego, dr hab.[177]
  - Frank Layden – amerykański trener koszykówki i komentator sportowy[178]
  - Anna Sysa-Jędrzejowska – polska lekarka dermatolożka, profesor[179]
  - Iris Williams(inne języki) – walijska piosenkarka[180]
- 8 lipca
  - Władysław Bobowski – polski duchowny rzymskokatolicki, biskup pomocniczy diecezji tarnowskiej (1974–2009)[181]
  - Tim Cronin – amerykański wokalista, perkusista i basista, członek zespołu Monster Magnet (1989–1990)[182][183]
  - Włodzimierz Dawidowicz – polski artysta malarz[184]
  - Edward D. DiPrete(inne języki) – amerykański polityk, burmistrz Cranston (1978–1985), gubernator Rhode Island (1985–1991)[185]
  - Christian Dorche – francuski kierowca rajdowy[186]
  - Fanny Howe – amerykańska poetka i prozaiczka[187]
  - Paulette Jiles(inne języki) – amerykańska poetka, pamiętnikarka i powieściopisarka[188]
  - Piotr Kowalik – polski inżynier hydrolog, profesor, członek korespondent PAN[189]
- 7 lipca
  - Miguel Ángel López – argentyński piłkarz i trener[190]
  - Michał Borecki – polski inżynier elektronik, dr hab., profesor PW[191]
  - Oscar Jorge(inne języki) – argentyński polityk i księgowy, gubernator La Pampy (2007–2015)
  - Aprem Mooken – indyjski duchowny wschodnioasyryjski, metropolita Indii i zwierzchnik Asyryjskiego Kościoła Wschodu w Indiach (1968–2025)[192]
  - Andrzej Pitrus – polski filmoznawca, profesor nauk humanistycznych[193]
  - Gábor A. Somorjai(inne języki) – węgiersko-amerykański chemik, profesor, laureat Nagrody Wolfa (1998)[194]
  - Roman Starowojt(inne języki) – rosyjski polityk, gubernator obwodu kurskiego (2019–2024), minister transportu Rosji (2024–2025)[195]
  - Norman Tebbit – brytyjski polityk, poseł do Izby Gmin (1972–1992), minister handlu i przemysłu (1983–1985), kanclerz Księstwa Lancaster (1985–1987), par dożywotni (1992–2022)[196]
  - Stanisław Weryk – polski kolarz torowy[197]
- 6 lipca
  - Jan Górecki – polski ekonomista, profesor zwyczajny, rektor SGGW (1990–1996), dyplomata[198]
  - Ian Khan – brytyjski kierowca wyścigowy[199]
- 5 lipca
  - Pedro Aguayo(inne języki) – ekwadorski polityk, wiceprezydent Ekwadoru (1988)[200]
  - Mauro Del Vecchio – włoski wojskowy i polityk, generał, dowódca ISAF (2005–2006), senator (2008–2013)[201]
  - Henryk Gradkowski – polski filolog, profesor, rektor Kolegium Karkonoskiego (2007–2015)[202]
  - Andrzej Kobus – polski mikroelektronik, prof. dr hab.[203]
  - Emilio Molinari – włoski działacz związkowy i polityk, poseł do PE (1984–1985), senator (1992–1994)[204]
- 4 lipca
  - Siergiej Baszkirow – rosyjski pięściarz i trener pięściarski[205]
  - Wiktor Brzosko – polski samorządowiec, burmistrz Łap (2010–2014)[206]
  - José Antonio García Belaúnde(inne języki) – peruwiański dyplomata i polityk, minister spraw zagranicznych (2006–2011)[207]
  - Damir Jadgarow – uzbecki polityk, wicepremier Karakałpackiej ASRR (1985–1988), deputowany ludowy ZSRR (1989–1991), członek KC KPZR (1990–1991)[208]
  - Gordon Jago – angielski piłkarz i trener[209]
  - Kevin Riddles – brytyjski basista, członek zespołu Angel Witch (1978–1981)[210]
  - Lidija Semenowa – ukraińska szachistka, arcymistrzyni[211]
  - Mark Snow – amerykański kompozytor[212]
  - Beata Szymańska – polska historyczka filozofii, poetka i pisarka, profesor[213]
  - Young Noble(inne języki) – amerykański raper i członek grupy Outlawz[214]
- 3 lipca
  - Borja Gómez(inne języki) – hiszpański motocyklista[215]
  - László Horváth – węgierski pięcioboista nowoczesny, mistrz świata (1979), wicemistrz olimpijski (1980)[216]
  - Diogo Jota – portugalski piłkarz[217][218][219]
  - Klára Kolouchová(inne języki) – czeska himalaistka[220]
  - David Mabuza(inne języki) – południowoafrykański polityk, premier Mpumalangi (2009–2018), wiceprezydent RPA (2018–2023)[221]
  - Michael Madsen – amerykański aktor[222]
  - Manolis Piławow – ukraiński polityk i samorządowiec, separatysta, burmistrz Ługańska (2014–2023)[223]
  - Peter Rufai – nigeryjski piłkarz, uczestnik MŚ (1994, 1998), zwycięzca Pucharu Narodów Afryki (1994)[224]
  - André Silva – portugalski piłkarz[225]
- 2 lipca
  - Juan Manuel Álvarez – meksykański piłkarz i trener, olimpijczyk (1972)[226]
  - Eugeniusz Andrzejewski – polski geograf, profesor, nauczyciel akademicki, stulatek[227][228]
  - Shekhar Dutt(inne języki) – indyjski urzędnik państwowy, gubernator Chhattisgarh (2010–2014)[229]
  - Michaił Gudkow(inne języki) – rosyjski generał, zastępca dowódcy Marynarki Wojennej FR (2025)[230]
  - Joanna Jarzębska – polska aktorka[231]
  - Julian McMahon – australijski aktor, model i producent filmowy[232]
  - Magdalena Prejsnar-Wąsacz – polska pianistka, dr hab., profesor UR[233]
  - Wanda Staniewska-Zątek – polska biolożka, profesor AWF w Poznaniu[234]
  - Franck Verzy – francuski lekkoatleta, skoczek wzwyż, olimpijczyk (1984)[235]
- 1 lipca
  - Atenagoras (Anastasiadis) – grecko-amerykański duchowny prawosławny, metropolita Panamy (1996–2005), Meksyku (2005–2024) i Vize (2024–2025)[236]
  - Florence Delay – francuska aktorka i pisarka, członkini Akademii Francuskiej (2000–2025)[237]
  - Alex Delvecchio – kanadyjski hokeista[238]
  - Jurij Dubrowny – ukraiński piłkarz i trener[239][240]
  - Stanisław Firszt – polski archeolog, historyk i pisarz, dyrektor Muzeum Karkonoskiego (1987–2008)[241]
  - Maureen Hingert(inne języki) – lankijska aktorka i modelka, Miss Universe Sri Lanki (1955)[242]
  - Rinus Israël – holenderski piłkarz i trener, wicemistrz świata (1974)[243]
  - Michael Löwe – rumuńsko-niemiecki bokser[244]
  - Max McAlary – australijski zapaśnik, olimpijczyk (1964)[245]
  - Carl Mengeling – amerykański duchowny rzymskokatolicki, biskup Lansing (1996–2008)[246]
  - Asahi Sakano – japoński skoczek narciarski[247]
  - Jimmy Swaggart – amerykański duchowny zielonoświątkowy, pisarz, teleewangelista i muzyk[248]